# Херонимо Руљи
Херонимо Руљи (шп. Gerónimo Rulli; Ла Плата, 20. мај 1992) је аргентински фудбалер који тренутно наступа за Олимпик Марсељ. Игра на позицији голмана.

## Успеси
Виљареал
- Лига Европе (1) : 2020/21.[4]
- Суперкуп Европе: (финале: 2021)[5]

 Ајакс
- Куп Холандије: (финале: 2022/23)[6]

 Аргентина
- Светско првенство (1) :  2022.[7]
- Копа Америка (1) :  2024.
- Куп шампиона КОНМЕБОЛ—УЕФА (1) :  2022.[8]

Појединачни
- Награда Убалдо Фиљол за најбољег голмана Прве лиге Аргентине: 2014. Финал[9]
- Идеални тим Лиге Европе: 2020/21.[10]